# Sibiria
Sibiria var ett svenskt indiepopband med rötter i Östersund.

## Gruppmedlemmar
- Martin Abrahamsson (gitarr)
- Martin Hanberg (sång, bas)
- Erik Laquist (gitarr)
- Eric Ramsey (trummor)

## Diskografi

### Album
- 2005 - Norrlands Inland
- 2006 - Inom Familjen

### Singlar
- 2005 - Ljusdal
- 2005 - Christian Olsson
- 2005 - Omtagning
- 2006 - Det har varit svårare